# Фантана Бабиј (Муреш)
Фантана Бабиј (рум. Fântâna Babii) насеље је у Румунији у округу Муреш у општини Погачауа. Oпштина се налази на надморској висини од 386 m.

## Становништво
Према подацима из 2011. године у насељу је живело 2 становника.